# Planche (gymnastique)
Pour les articles homonymes, voir Planche.

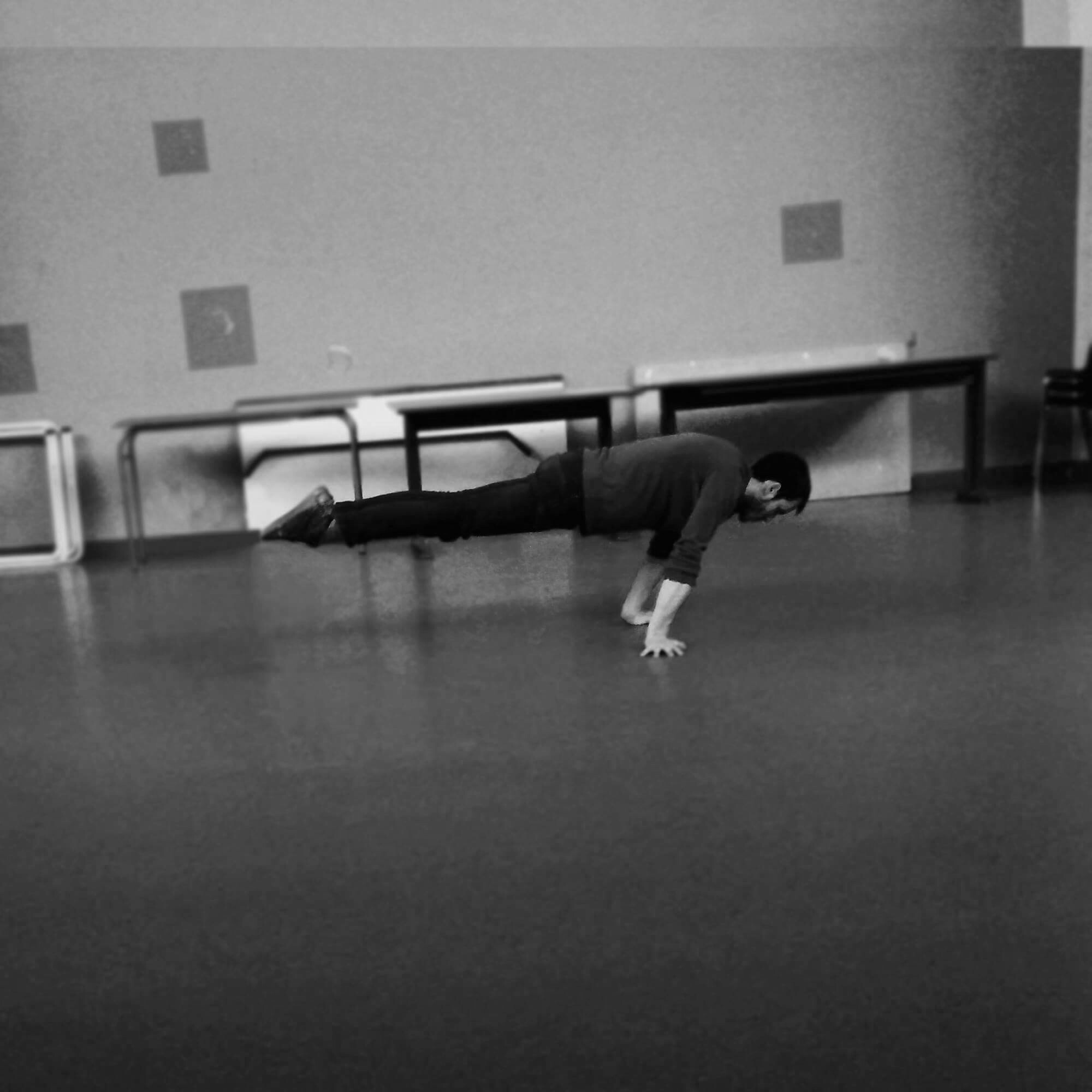
Planche complète (full planche)

La planche est un exercice de gymnastique et de callisthénie dans lequel le corps est maintenu parallèle au sol avec les mains comme seuls appuis. Ce mouvement, requérant une grande force, donne l'impression que le pratiquant flotte dans les airs.

## Exécution
Cet exercice peut se travailler au sol, sur des parallettes, sur des barres parallèles, ou encore aux anneaux. L'exécution parfaite du mouvement demande :
- Mains pointant à 45 degrés ou à 135 degré (en suppination).
- Bras complètement tendus.
- Protraction scapulaire.
- Rétroversion du bassin.
- Pieds pointant vers l'arrière.

Atteindre la forme parfaite, nécessite de travailler sur des exercices intermédiaires progressifs : La lean planche, la tuck planche, l'advanced tuck planche, la straddle planche, puis la planche.
Il est aussi envisageable de se délester à l'aide d'élastiques suspendus à une barre de traction.

## Spécificités dans la gymnastique artistique
Bien qu'il existe des variantes de la planche, seules deux formes sont officiellement reconnues et apportent des points dans la gymnastique artistique : la planche complète (avec une valeur B) et la planche avec les jambes écartées (avec une valeur A).

## Muscles engagés
- Épaules 
  - Deltoïde antérieur.
  - Coiffe des rotateurs antérieurs.
- Dos
  - Rhomboïde.
  - Élévateur de la scapula.
  - Trapèze.
- Bras
  - Biceps brachial.
  - Triceps brachial.
- Poitrine
  - Grand pectoral.
  - Dentelé antérieur.
- Abdomen
  - Droit de l'abdomen.
  - Transverse de l'abdomen.
  - Oblique externe de l'abdomen.
  - Érecteur du rachis.
- Autres
  - Quadriceps.
  - Mollet.
  - Ischio-jambier.

## Douleurs potentielles
- Périostites dans l'avant bras : A force de pratique du mouvement, certains praticiens peuvent ressentir des périostites dans l'avant-bras. Pour traiter la douleur, étirer la périostite quotidiennement semble la résorber.

## Variations autour de la planche

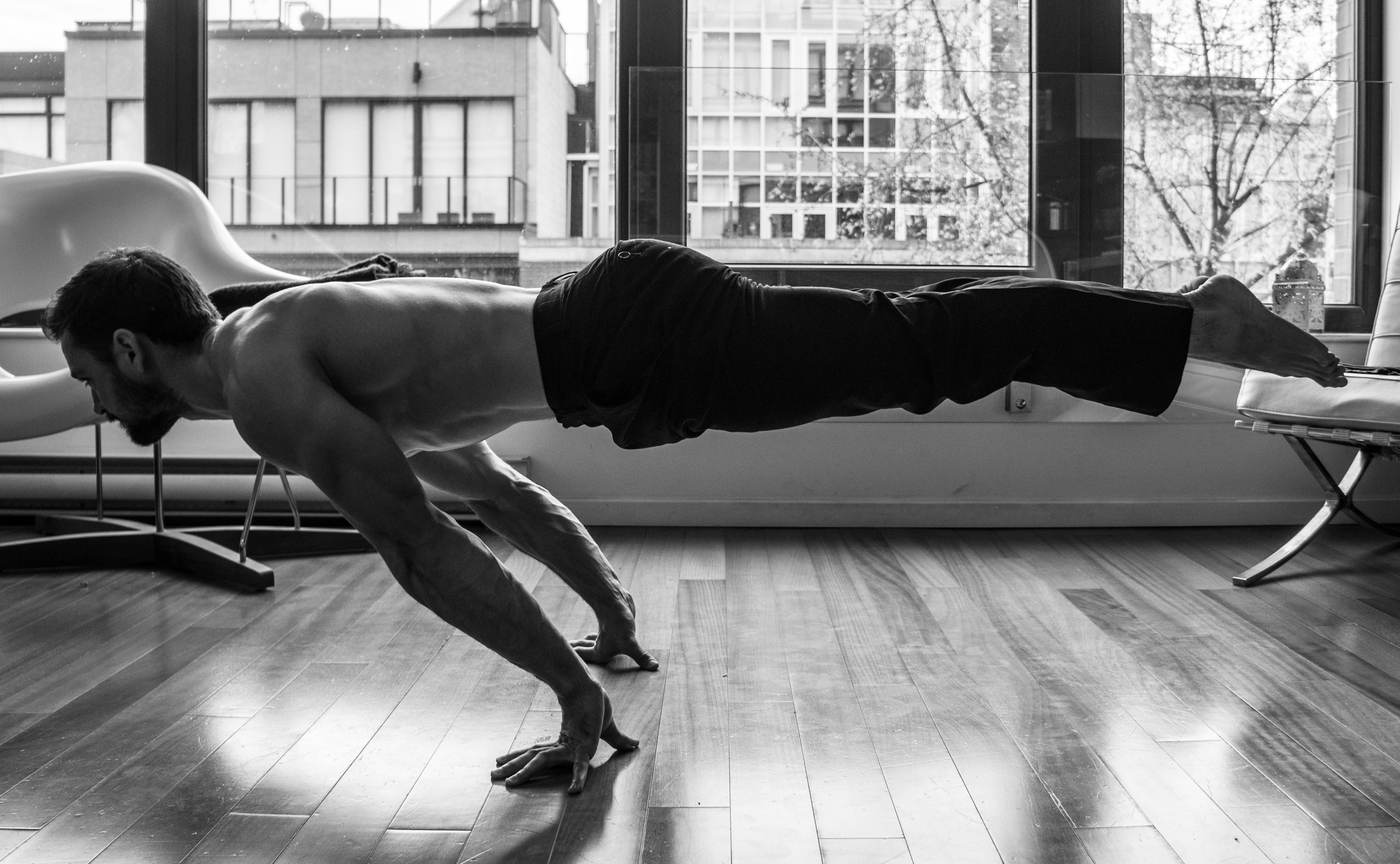
Planche complète (paume en l'air)
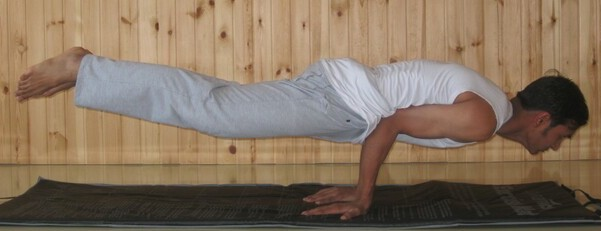
Mayurasana (en).
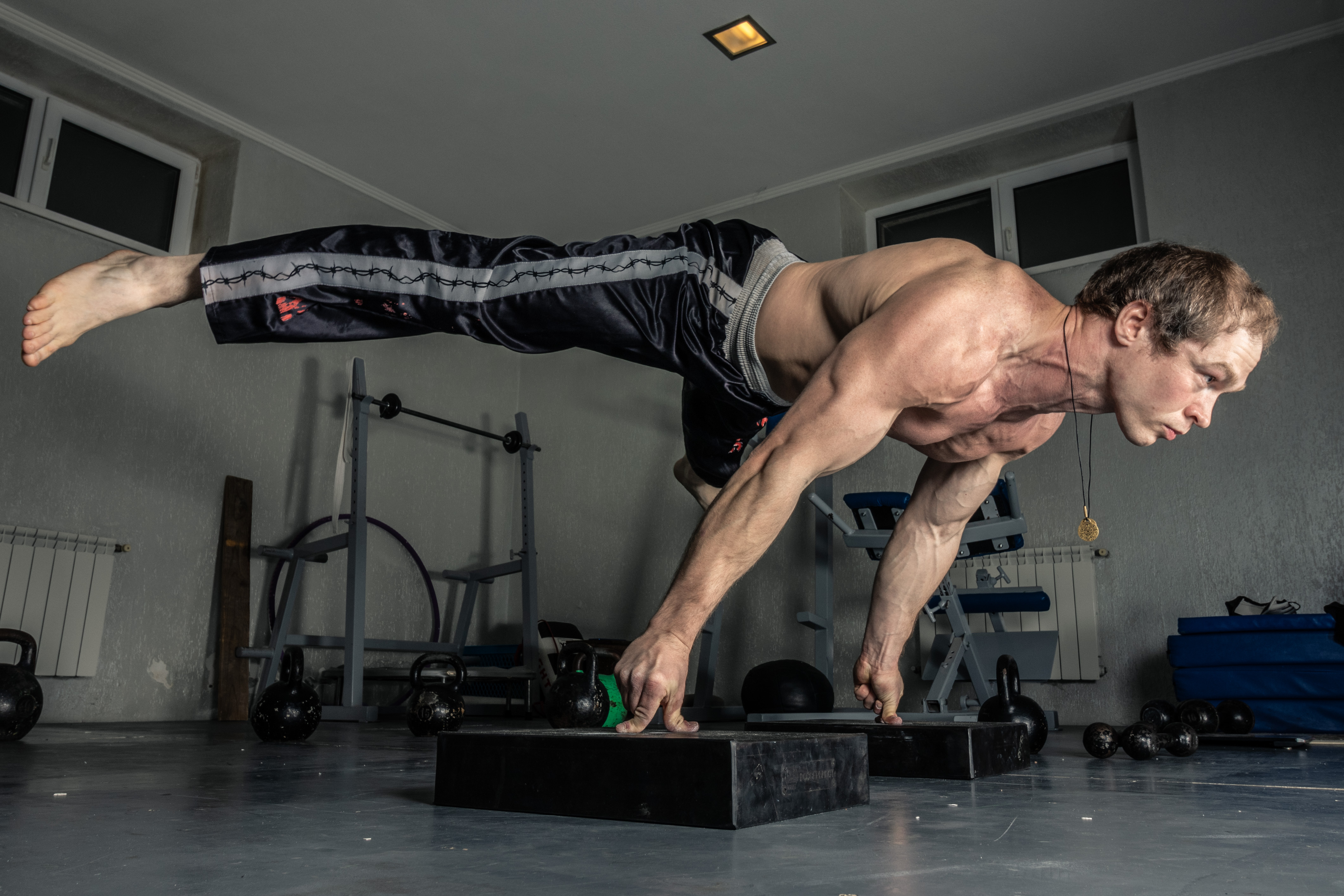
Straddle planche (2 doigts)